# C2orf82
C2orf82 (англ. Chromosome 2 open reading frame 82) – білок, який кодується однойменним геном, розташованим у людей на 2-й хромосомі. Довжина поліпептидного ланцюга білка становить 121 амінокислот, а молекулярна маса — 12 073.
| 10         |  | 20         |  | 30         |  | 40         |  | 50         |
| ---------- |  | ---------- |  | ---------- |  | ---------- |  | ---------- |
| MASCLALRMA |  | LLLVSGVLAP |  | AVLTDDVPQE |  | PVPTLWNEPA |  | ELPSGEGPVE |
| STSPGREPVD |  | TGPPAPTVAP |  | GPEDSTAQER |  | LDQGGGSLGP |  | GAIAAIVIAA |
| LLATCVVLAL |  | VVVALRKFSA |  | S          |  |            |  |            |

A: Аланін

C: Цистеїн

D: Аспарагінова кислота

E: Глутамінова кислота

F: Фенілаланін

G: Гліцин

I: Ізолейцин

K: Лізин

L: Лейцин

M: Метіонін

N: Аспарагін

P: Пролін

Q: Глутамін

R: Аргінін

S: Серин

T: Треонін

V: Валін

Локалізований у мембрані.